# Omar Mussa
Omar Mussa (20 agosto 2000) è un calciatore belga naturalizzato burundese, centrocampista del Torquay Utd.

## Biografia
Il suo omonimo padre Omar è stato a sua volta un calciatore professionista, che ha a sua volta giocato nella nazionale burundese; Omar è nato in Belgio mentre il padre vi giocava da professionista.

## Carriera

### Club
Dopo aver giocato nelle giovanili del Malines, club della prima divisione belga, nel gennaio del 2019 si trasferisce nella terza divisione inglese al Walsall, con cui all'età di 19 anni esordisce tra i professionisti, giocando una partita di campionato. A fine stagione, dopo la retrocessione in quarta divisione dei Saddlers, il suo contratto viene rescisso. Il 26 ottobre 2020, dopo più di un anno da svincolato, va a giocare nella quinta divisione inglese al Dover Athletic, con cui disputa 8 partite; rimane in questa categoria anche nella stagione 2020-2021, nella quale realizza una rete in 34 partite di campionato giocate con la maglia del Weymouth. Dal 2022 al 2024 gioca invece nel Dag & Red, con cui nell'arco di un biennio è autore di ulteriori 3 reti in 39 presenze nella quinta divisione inglese. Nell'estate del 2024 scende di categoria, accasandosi in sesta divisione al Torquay Utd.

### Nazionale
Nel 2016 ha giocato 2 partite nella nazionale belga Under-18. Successivamente ha scelto di rappresentare il Burundi, nella cui nazionale maggiore ha esordito nel 2023.